# Spanish Point

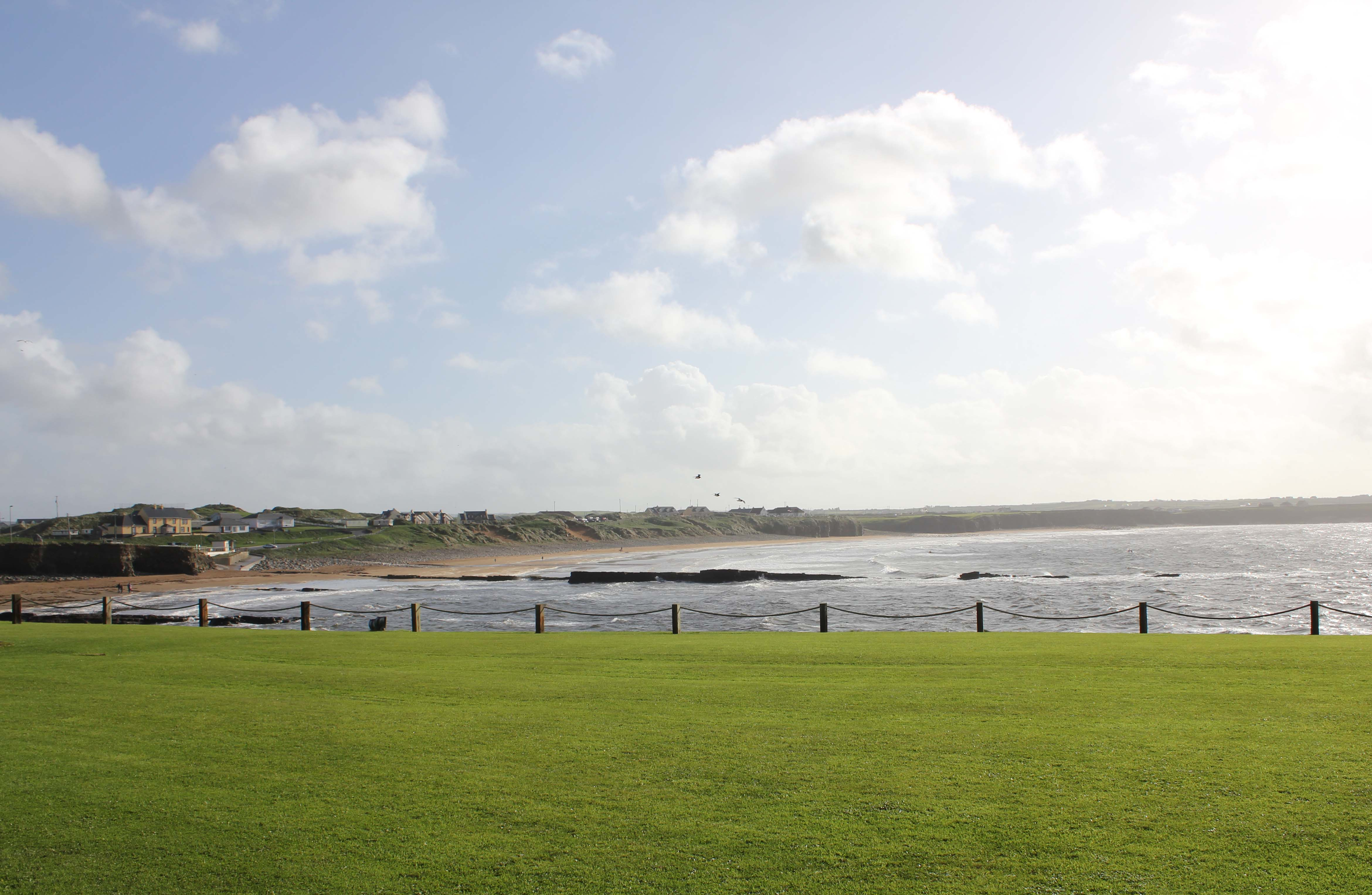
Strand van Spanish Point waar de Spanjaarden aan land kwamen na hun schipbreuk in 1588

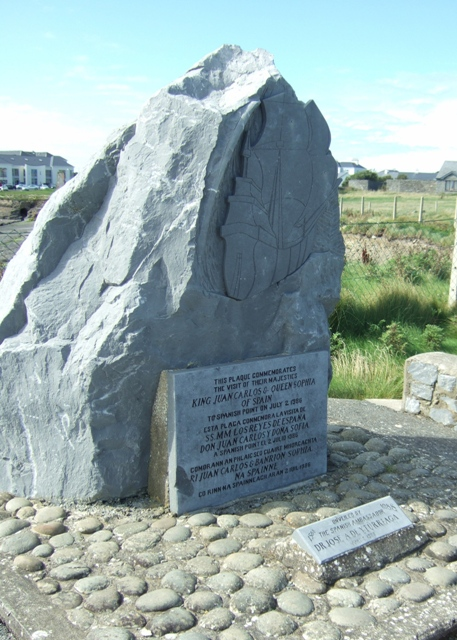
Monument voor de Spaanse schipbreukelingen

Spanish Point (Iers: Rinn na Spáinneach) is een plaats in Ierland, gelegen in het westelijk deel van County Clare, aan de Atlantische Oceaan. Het ligt ongeveer 2,5 kilometer van Milltown Malbay.
De plaats is vernoemd naar de Spaanse soldaten en zeelieden die hier stierven in 1588. Door storm waren hun schepen gescheiden van de rest van de Spaanse Armada waarna ze op de kust liepen. Ruim tweehonderd zeelieden verdronken, maar zo'n 170 mannen ontsnapten aan hun zinkende schip en wisten hier aan land te komen. Vermoedelijk uit angst voor een invasie werden zij allen geëxecuteerd door Turlough O'Brien van Liscannor en Boethius Clancy, High Sheriff of Clare.
Het dorp is ook de geboorteplaats (en woonplaats) van de voormalig EEG-commissaris (de eerste namens Ierland) en president van Ierland, Patrick Hillery (1923-2008). Hij was president van 1976 tot 1990.
Spanish Point is nu vooral bekend door een aantal grote hotels, campings en vakantieparken. Het eerste grote hotel dat in Spanish Point verrees was het Atlantic Hotel, dat begin 19e eeuw gebouwd werd door Thomas Moroney. Het hotel ging ten onder tijdens de jaren dertig. Men probeerde het hotel in stand te houden voor betere tijden maar eind jaren veertig werd dit te duur en werd het gebouw opgegeven. Er resten nu nog slechts enkele delen van de ruïne. Op deze locatie werd later een pub gebouwd die begin jaren zeventig overgenomen werd door John Burke. Uit deze pub is het huidige Armada Hotel gegroeid.

## Bekende gebouwen
- Armada Hotel, modern hotel.
- Atlantic Hotel, voormalig hotel. Ooit met zijn 60 kamers het grootste hotel op de Britse Eilanden.
- Billowville, bouwjaar onbekend maar genoemd in 1841. Was tot 1946 in gebruik als hotel. Het was eigendom van de Fitzmaurice familie die ook het nabijgelegen Marino Hotel exploiteerden.[3]
- Miltown House, laat-18e-eeuws (ca. 1782) landhuis van 2 verdiepingen. Oorspronkelijk gebouwd door de Moroney familie, later (1919), met wat tussenliggende eigenaren, in handen van de Sisters of Mercy die hier begonnen met de St Joseph's Secondary School.[4]
- RedCliffe Lodge, laat-18e-eeuws bungalow.[5] Tegenwoordig een restaurant.
- The Retreat, 19e-eeuws vakantiewoning met kasteelachtige toren.[6]
- Seaview House, vroeg-19e-eeuws landhuis. Gebouwd door de Moroney-familie en later in handen van de Sisters of Mercy. Na sluiting van de kostschool van de St Joseph's Secondary School overgedragen aan Clare Care.[7]
- Wellington Lodge, vroeg-19e-eeuws bungalow, voorheen de woning van president Hillary.[8]

## Geboren
- Patrick Hillery (1923-2008), arts en politicus (o.a. president 1976-1990)